# Raviscanina
Raviscanina község (comune) Olaszország Campania régiójában, Caserta megyében.

## Fekvése
A megye északkeleti részén fekszik, Nápolytól 60 km-re északra, Caserta városától 35 km-re északi irányban. Határai: Ailano, Pietravairano, Prata Sannita, Sant’Angelo d’Alife, Vairano Patenora és Valle Agricola.

## Története
A település az ókori szamnisz város, Rufrium helyén alakult ki. Védműveinek építését a 10. században kezdték el a folyamatos szaracén támadások kivédésére. A normannok idején épült fel vára, amelyik a legnagyobb a Volturno völgyében. A következő századokban nemesi birtok volt. A 19. században nyerte el önállóságát, amikor a Nápolyi Királyságban felszámolták a feudalizmust.

## Népessége
A népesség számának alakulása:

## Főbb látnivalói
A település közelében láthatók a Rupecanina vár romjai, amelyet a normannok építettek egykori szamnisz erődítmény helyén.
- Santa Croce-templom
- Sacro Cuore-templom